# Gertrud von Altenberg

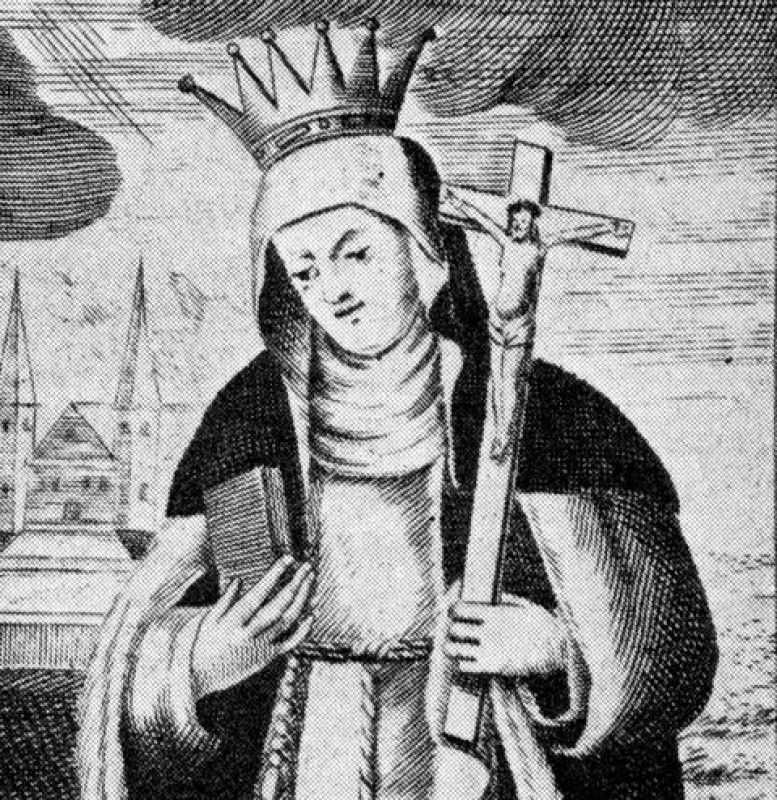
Gertrud von Altenberg

Gertrud von Altenberg, OPraem (* 29. September 1227 in Thüringen; † 13. August 1297 in Kloster Altenberg, Solms) ist eine katholische Selige und war eine Prämonstratenserin.

## Leben
Gertrud war das jüngste Kind der 1235 heiliggesprochenen Elisabeth von Thüringen (1207–1231) und des Landgrafen Ludwig IV., der wenige Wochen vor ihrer Geburt gestorben war. Ab dem Aölter von etwa zwei Jahren (andere Quellen sprechen von 18 Monaten oder 4 Jahren) wuchs sie im Kloster Altenberg bei Wetzlar auf, in dem auch ihre Mutter arbeitete. und wurde dort Prämonstratenser-Chorfrau Ab 1248 war Gertrud die Meisterin dieses Ordenskonvents in Altenberg. Sie veranlasste die Gründung von zwei Siechenhäusern, in denen man sich um die Betroffenen kümmerte. Gertrud starb im Alter von 70 Jahren. Sie brachte das wertvolle Armreliquiar ihrer Mutter, der heiligen Elisabeth, ins Kloster Altenberg, von wo aus es 1803 mit der letzten Nonne zu den Fürsten zu Sayn-Wittgenstein-Sayn, den direkten Nachfahren der heiligen Elisabeth, nach Bendorf gelangte, wo es sich auch heute noch befindet.

## Grab

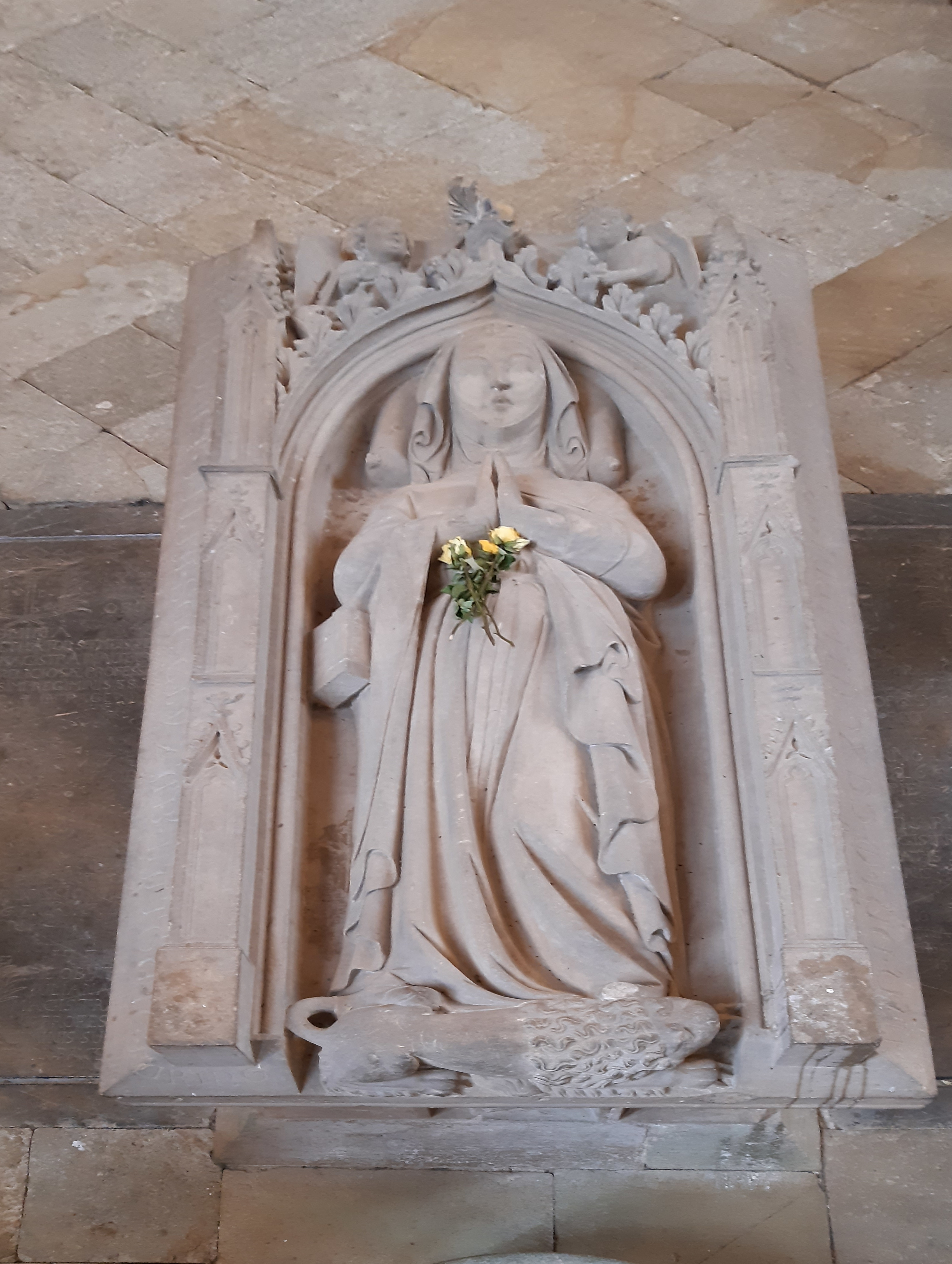
Tumbengrab in der Klosterkirche Altenberg

Gertrud liegt heute in einem Tumbengrab im Chor der Kirche des Klosters Altenberg bei Wetzlar/Solms-Oberbiel begraben. Die Tumba von 1334 trägt die Inschrift ANNO DOMINI MCCXCVII IN DIE BEATI YPOLITI OBIIT BEATA GERTRVDIS FELIX MATER HVIVS CONVENTVS FILIA SANCTE ELISABET LANDGRAVIE THURINGIE (= Im Jahre des Herrn 1297 am Tage des Seligen Hypolitus (13. August) starb die selige Gertrudis, die glückliche Mutter des Konvents, die Tochter der heiligen Elisabeth, Landgräfin von Thüringen).

## Seligsprechung
Schon kurze Zeit nach ihrem Tod 1297 wurde Gertrud auf Altenberg verehrt. Papst Clemens V. gestattete in einer am 18. Dezember 1311 ausgestellten Urkunde dem Altenberger Konvent, das Jahresfest Gertruds feierlich zu begehen. Ein unmittelbarer Akt der Seligsprechung ist nicht überliefert. Die Inschrift der Grabtumba auf Altenberg von 1334 nennt Gertrud bereits eine Selige. Die angebliche Seligsprechung Gertruds durch Papst Clemens VI. 1348 beruht auf einer neuzeitlichen Fälschung. Dennoch wird der 13. August bis heute als Gedenktag für die selige Gertrud begangen. Die katholische Gemeinde veranstaltet dann eine Wallfahrt in die heute evangelische Klosterkirche zum Grab Gertruds.